# Jolley & Swain
Steve Jolley (1950) et Tony Swain (20 janvier 1952) sont un duo d'auteurs-compositeurs britannique très connu au milieu des années 1980. Le duo s'est rencontré en 1975 alors que Swain est caméraman pour Le Muppet Show. Ils sont à l'origine de chansons pour Imagination (Just an Illusion), Bananarama, Spandau Ballet et autre.